# Lista siturilor arheologice din județul Maramureș - V
Lista siturilor arheologice din județul Maramureș - V conține toate siturile arheologice din județul Maramureș înscrise în Repertoriul Arheologic Național (RAN) și aflate în localități al căror nume începe cu litera V. RAN este administrat de Ministerul Culturii și Patrimoniului Național și cuprinde date științifice, cartografice, topografice, imagini și planuri, precum și orice alte informații privitoare la zonele cu potențial arheologic, studiate sau nu, încă existente sau dispărute.
Puteți căuta un sit din localitățile care încep cu litera V folosind formularul de mai jos sau puteți naviga prin toate siturile din județ la Lista siturilor arheologice din județul Maramureș.
| Cod RAN                                   | Denumire | Localitate                                                | Adresă                      | Datare            | Descoperit       | Coordonate | Imagine           | Erori            |
| ----------------------------------------- | --- | --------------------------------------------------------- | --------------------------- | ----------------- | ---------------- | ---------- | ----------------- | ---------------- |
| 107859.01.01 (Cod LMI: MM-I-m-B-04426.02) | Situl arheologic de la Vad - "Poduri" / ansamblu anonim (Categorie: locuire civilă) (Tip: Așezare)                               | sat Vad, comuna Copalnic-Mănăștur                         | Poduri                      | Suciu de Sus      | Carol Kacso 1973 |            | Încărcați imagine | Raportați eroare |
| 107859.01.02 (Cod LMI: MM-I-m-B-04426.01) | Situl arheologic de la Vad - "Poduri" / ansamblu anonim (Categorie: locuire civilă) (Tip: Așezare)                               | sat Vad, comuna Copalnic-Mănăștur                         | Poduri                      | Gáva              | Carol Kacso 1973 |            | Încărcați imagine | Raportați eroare |
| 107859.02.01 (Cod LMI: MM-I-s-B-04427)    | Așezarea Suciu de Sus de la Vad - "Știurdina" / ansamblu anonim (Categorie: locuire civilă) (Tip: Așezare)                       | sat Vad, comuna Copalnic-Mănăștur                         | Știurdina                   | Suciu de Sus - II |                  |            | Încărcați imagine | Raportați eroare |
| 109256.01.01 (Cod LMI: MM-I-s-B-04428)    | Așezarea din epoca migrațiilor de la Vălenii Șomcuței - "Tog" / ansamblu anonim (Categorie: locuire civilă) (Tip: Așezare)       | localitate componentă Vălenii Șomcuței, oraș Șomcuta Mare | Tog                         | sec. VII          |                  |            | Încărcați imagine | Raportați eroare |
| 109256.01.02 (Cod LMI: MM-I-s-B-04428)    | Așezarea din epoca migrațiilor de la Vălenii Șomcuței - "Tog" / ansamblu anonim (Categorie: locuire civilă) (Tip: Așezare)       | localitate componentă Vălenii Șomcuței, oraș Șomcuta Mare | Tog                         | sec. VI           |                  |            | Încărcați imagine | Raportați eroare |
| 109256.02.01 (Cod LMI: MM-I-m-B-04429.02) | Situl arheologic de la Vălenii Șomcuței - "Ograda Budenilor" / ansamblu anonim (Categorie: locuire civilă) (Tip: Așezare)        | localitate componentă Vălenii Șomcuței, oraș Șomcuta Mare | Ograda Budenilor            | Suciu de Sus      |                  |            | Încărcați imagine | Raportați eroare |
| 109256.02.02 (Cod LMI: MM-I-m-B-04429.01) | Situl arheologic de la Vălenii Șomcuței - "Ograda Budenilor" / ansamblu anonim (Categorie: locuire civilă) (Tip: Așezare)        | localitate componentă Vălenii Șomcuței, oraș Șomcuta Mare | Ograda Budenilor            | sec. VII - VIII   |                  |            | Încărcați imagine | Raportați eroare |
| 109256.02.03 (Cod LMI: MM-I-s-B-04429)    | Situl arheologic de la Vălenii Șomcuței - "Ograda Budenilor" / ansamblu anonim (Categorie: locuire civilă) (Tip: Așezare)        | localitate componentă Vălenii Șomcuței, oraș Șomcuta Mare | Ograda Budenilor            | sec. III- IV      |                  |            | Încărcați imagine | Raportați eroare |
| 109256.04.01 (Cod LMI: MM-I-m-B-04430.02) | Situl arheologic de la Vălenii Șomcuței - "Valea lui Ștefan" / ansamblu anonim (Categorie: locuire civilă) (Tip: Așezare)        | localitate componentă Vălenii Șomcuței, oraș Șomcuta Mare | Valea lui Ștefan            | Suciu de Sus      |                  |            | Încărcați imagine | Raportați eroare |
| 109256.04.02 (Cod LMI: MM-I-m-B-04430.01) | Situl arheologic de la Vălenii Șomcuței - "Valea lui Ștefan" / ansamblu anonim (Categorie: locuire civilă) (Tip: Așezare)        | localitate componentă Vălenii Șomcuței, oraș Șomcuta Mare | Valea lui Ștefan            | sec. VII - VIII   |                  |            | Încărcați imagine | Raportați eroare |
| 109363.01.01                              | Locuiri eneolitice la Valea Chioarului / ansamblu anonim (Categorie: locuire civilă) (Tip: Locuire)                              | sat Valea Chioarului, comuna Valea Chioarului             |                             |                   |                  |            | Încărcați imagine | Raportați eroare |
| 109256.05.01                              | Așezarea preistorică de la Vălenii Șomcuței - Vâlceaua Tocilelor / ansamblu anonim (Categorie: locuire) (Tip: Așezare)           | localitate componentă Vălenii Șomcuței, oraș Șomcuta Mare | Vâlceaua Tocilelor          |                   |                  |            | Încărcați imagine | Raportați eroare |
| 109256.06.01                              | Așezarea Suciu de Sus de la Vălenii Șomcuței - Grădina lui Teodor Augustin / ansamblu anonim (Categorie: locuire) (Tip: Așezare) | localitate componentă Vălenii Șomcuței, oraș Șomcuta Mare | Grădina lui Teodor Augustin | Suciu de Sus      |                  |            | Încărcați imagine | Raportați eroare |
| 106657.02.01                              | Situl arheologic de la Vadu Izei - Podină / ansamblu anonim (Categorie: locuire) (Tip: Așezare)                                  | sat Vadu Izei, comuna Vadu Izei                           | Podină                      |                   |                  |            | Încărcați imagine | Raportați eroare |
| 106657.02.02                              | Situl arheologic de la Vadu Izei - Podină / ansamblu anonim (Categorie: locuire) (Tip: Așezare)                                  | sat Vadu Izei, comuna Vadu Izei                           | Podină                      |                   |                  |            | Încărcați imagine | Raportați eroare |
| 106657.03.01                              | Situl arheologic de la Vadu Izei - Pticuiu / ansamblu anonim (Categorie: locuire) (Tip: Așezare)                                 | sat Vadu Izei, comuna Vadu Izei                           | Pticuiu                     | Gravetian         | T. Ivanciuc      |            | Încărcați imagine | Raportați eroare |
| 106657.03.02                              | Situl arheologic de la Vadu Izei - Pticuiu / ansamblu anonim (Categorie: locuire) (Tip: Așezare)                                 | sat Vadu Izei, comuna Vadu Izei                           | Pticuiu                     |                   | T. Ivanciuc      |            | Încărcați imagine | Raportați eroare |